# British Transport Police

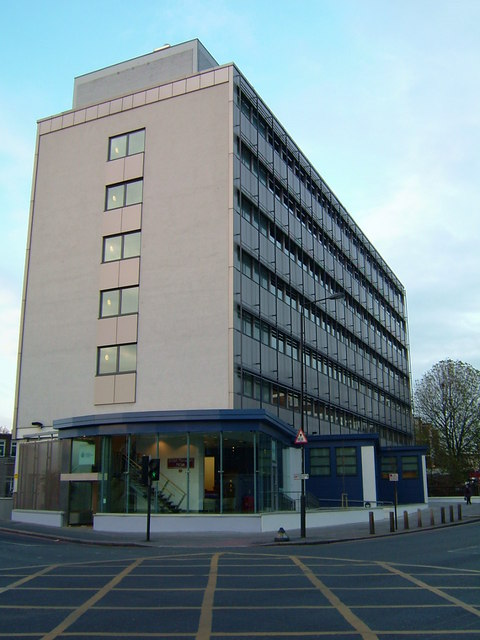
Sede della British Transport Police nel distretto londinese di Camden

La British Transport Police con l'acronimo BTP (in italiano: Polizia dei trasporti britannica) è una forza di polizia speciale britannica che sovrintende sulle ferrovie e le metrotramvie in Gran Bretagna, nell'ambito di un accordo.. Gli ufficiali della BTP non hanno autorità in Irlanda del Nord, dove un servizio equivalente è svolto dal Police Service of Northern Ireland.
La privatizzazione e la frammentazione territoriale del sistema ferroviario britannico nel 1993 hanno costretto l'industria delle costruzioni a ristrutturarsi radicalmente senza perdere il suo status nazionale e pubblico.

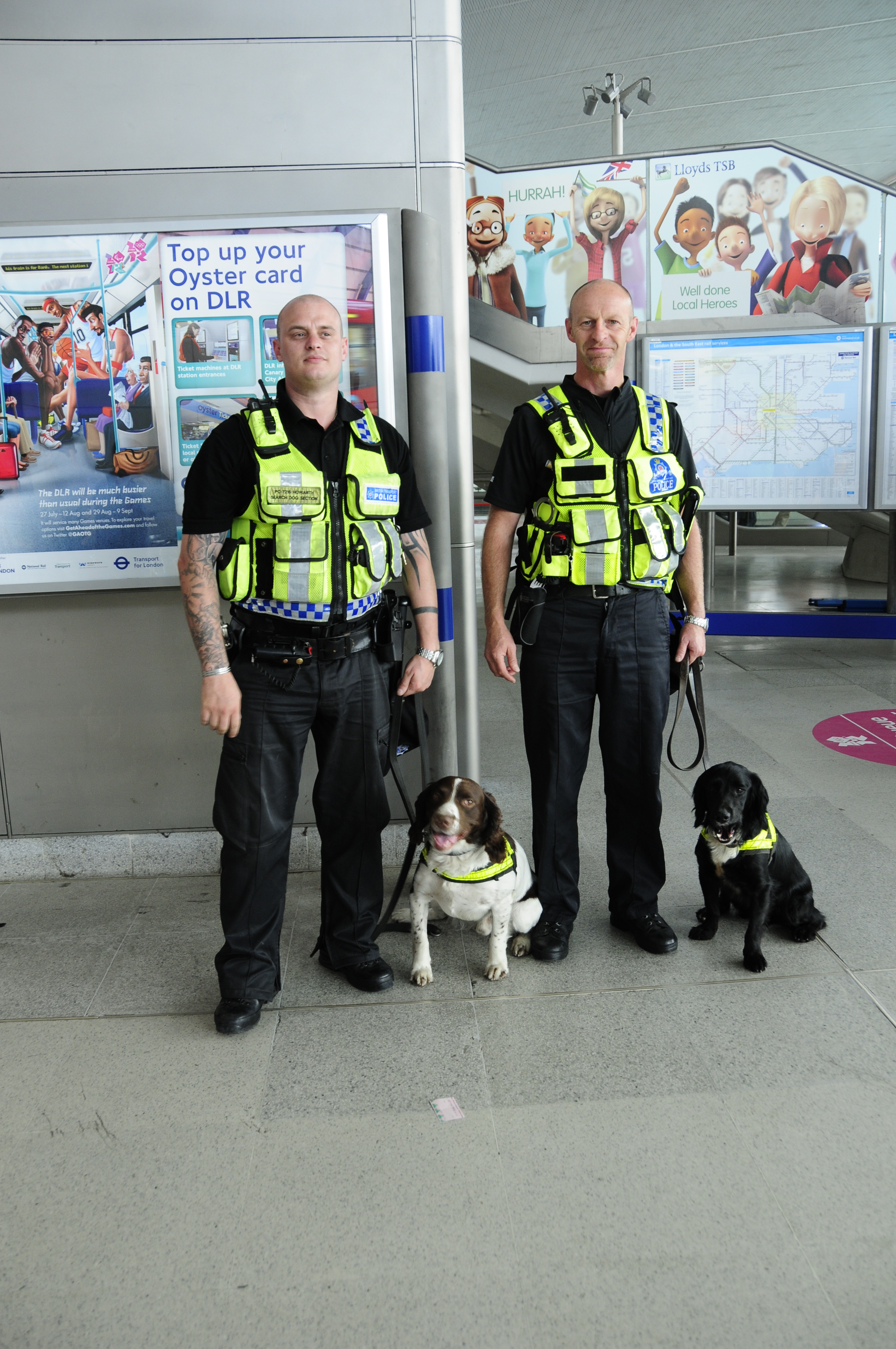
Agenti della British Transport Police con cani addestrati alla ricerca di esplosivi
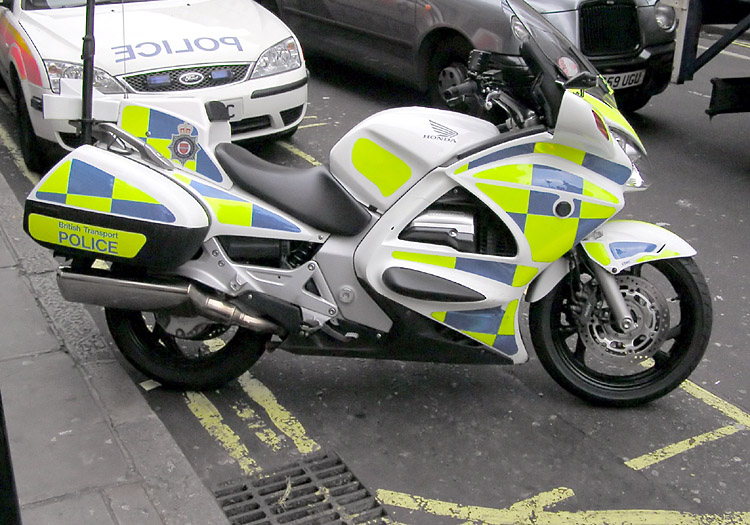
Motocicletta della British Transport Police

## Storia
La British Transport Police con i suoi predecessori è una delle forze di polizia più antiche del mondo. Le prime unità a Liverpool e Manchester sono menzionate nel 1830. Intorno al 1900 c'erano più di un centinaio di compagnie ferroviarie, di cui circa 20 avevano le proprie unità di polizia. Con il Railways Act 1921, furono costituite quattro grandi compagnie ferroviarie, ognuna con le proprie unità di polizia:
- Great Western Railway (G.W.R.)
- London & North Eastern Railway (L.N.E.R.)
- London, Midland and Scottish Railway (L.M.S.)
- Southern Railway (S.R.)

Nel 1949 la polizia dei trasporti britannica emerse da queste forze di polizia, che nel 1962 fu ribattezzata British Transport Police.

## Capi della polizia
Arthur West è stato nominato primo capo della polizia nel 1958; in precedenza, dal 1949 al 1958, il BTP era guidato da un ufficiale capo della polizia.
- Arthur West (1958–1963)
- William Owen Gay (1963–1974)
- Eric Haslam (1974–1981)
- Kenneth Ogramma (1981–1989)
- Desmond O'Brien (1989–1997)
- David Williams (1997–2001)
- Ian Johnston (2001–2009)
- Andrew Trotter (2009–2014)
- Paolo Crowther (2014–2021)
- Lucy D'Orsi (2021–in carica)